# Luísa Robertes
Luísa Emília Seixo Robertes (Portalegre, 21 de Novembro de 1874 — Lisboa, 9 de Janeiro de 1958), mais conhecida por Luísa Robertes, foi uma professora e pedagoga, activista dos direitos das mulheres. Professora do ensino primário e docente da Escola Normal de Lisboa, colaborou em periódicos e escreveu diversa obras didácticas. Foi uma das fundadoras da Cruzada das Mulheres Portuguesas. Casou com o pedagogo José António Simões Raposo e foi mãe do médico e cientista Luís Simões Raposo.